# Guerre d'Ingrie
Pour les articles homonymes, voir Guerre russo-suédoise.
La guerre d'Ingrie entre la Suède et la Russie dura de 1610 à 1617 et peut être vue comme une partie du Temps des troubles en Russie. On s'en souvient essentiellement comme une tentative de mettre un duc suédois sur le trône de Russie. Elle se termina par un gain territorial important de la Suède lors du traité de Stolbovo, qui posa une base importante de la grandeur suédoise.

## Prélude
Durant le Temps des troubles, Charles IX de Suède a envoyé un corps expéditionnaire sous le commandement de Jacob De La Gardie afin de prendre la forteresse de Staraïa Ladoga. En apprenant leur arrivée, les habitants de Novgorod ont demandé au roi de Suède d'installer l'un de ses fils comme gouverneur de Novgorod et se sont soumis à De la Gardie.
Vassili IV Chouiski, tsar de Russie, assiégé à Moscou par le Second faux Dimitri (qui a établi son camp à Touchino) et amené au bord du désespoir par la prochaine intervention polonaise, s'allie alors avec Charles IX qui souhaitait la guerre contre la Pologne. Le Tsar promet de céder la forteresse de Carélie à la Suède en récompense de l'aide militaire contre le faux Dimitri II et contre les Polonais. De la Gardie rejoint alors les troupes du commandant russe de Mikhaïl Skopine-Chouïski (en) et marche sur Moscou pour délivrer le tsar.
L'engagement de la Suède dans les affaires russes donne à Sigismond III Vasa, roi de Pologne, le prétexte pour déclarer la guerre à la Russie. Les Polonais vainquent les troupes russo-suédoises à Klouchino et détruisent la plupart des troupes moscovites. Les mercenaires suédois se rendent alors en juillet 1610. Le tsar est alors déposé par les boyards et le Kremlin est occupé par les Polonais.

## Déroulement des combats
Dans le même temps, Gustave II Adolphe succède à Charles IX sur le trône de Suède. Il encourage alors son frère à réclamer le trône de Russie, même après que les Russes ont chassé les Polonais de Moscou après une insurrection en 1612 et élu Michel III comme tsar en 1613.
Les soldats suédois, qui occupent toujours l'Ingrie et Novgorod sous le commandement de De la Gardie, mettent le siège devant Tikhvine, mais sont repoussés. La contre-offensive russe ne parvient toutefois pas à reprendre Novgorod. Michel III renonce à aller affronter les Suédois et la guerre s'enlise jusqu'en 1614, lorsque les Suédois prennent Gdov.
En 1615, ils mettent le siège devant Pskov, mais les généraux russes Morozov et Buturlin parviennent à soutenir le siège jusqu'à la signature du traité de Stolbovo, le 27 février 1617.

## Le traité de Stolbovo
Au traité de Stolbovo, signé le 27 février 1617, le tsar cède à la Suède les provinces d'Ingrie et de Kexholm, ainsi que la forteresse de Nöteborg (appelée plus tard Schlusselburg), qui est la clé de la Finlande. De plus, la Russie renonce à toute prétention sur l'Estonie et la Livonie, et paie une indemnité de guerre de 20 000 roubles. En contrepartie, Gustave Adolphe rend Novgorod et reconnaît Michel III comme tsar de Russie.
La Russie se voit privée d'accès à la mer pendant environ un siècle, malgré ses efforts constants pour renverser la situation. Il faudra attendre Pierre le Grand et la grande guerre du Nord pour que la Russie retrouve un accès à la Baltique.

## Sources
- (en) Cet article est partiellement ou en totalité issu de l’article de Wikipédia en anglais intitulé « Ingrian War » (voir la liste des auteurs).

## Articles annexes
- Guerre russo-suédoise